# Horlong
Horlong est une localité du Cameroun située dans le département du Mayo-Kani et la Région de l'Extrême-Nord. Elle fait partie de la commune de Moulvoudaye. 

## Population
En 1976, Horlong Domayo I comptait 82 habitants, dont 26 Toupouri et 56 Peuls. Horlong Domayo II en comptait 112, des Moundang. Horlong Garre comptait 328 personnes, dont 218 Peuls et 110 Toupouri. À cette date, Horlong Garre disposait d'une école publique à cycle complet. Un marché hebdomadaire s'y tenait le mercredi. 
Lors du recensement de 2005, 4 845 personnes y ont été dénombrées.
En 2013, la population est estimée à 3 028 habitants.

## Infrastructures
Horlong est doté d'un lycée public général accueillant les élèves de la 6e à la Terminale.